# Karl I. Ludwig (Pfalz)
Karl I. Ludwig (* 22. Dezember 1617 in Heidelberg; † 28. August 1680 bei Edingen) aus der pfälzischen Linie der Familie der Wittelsbacher (Haus Pfalz-Simmern) war von 1649 bis zu seinem Tod Pfalzgraf und Kurfürst der Pfalz. Das berühmteste seiner 16 Kinder war Liselotte von der Pfalz.

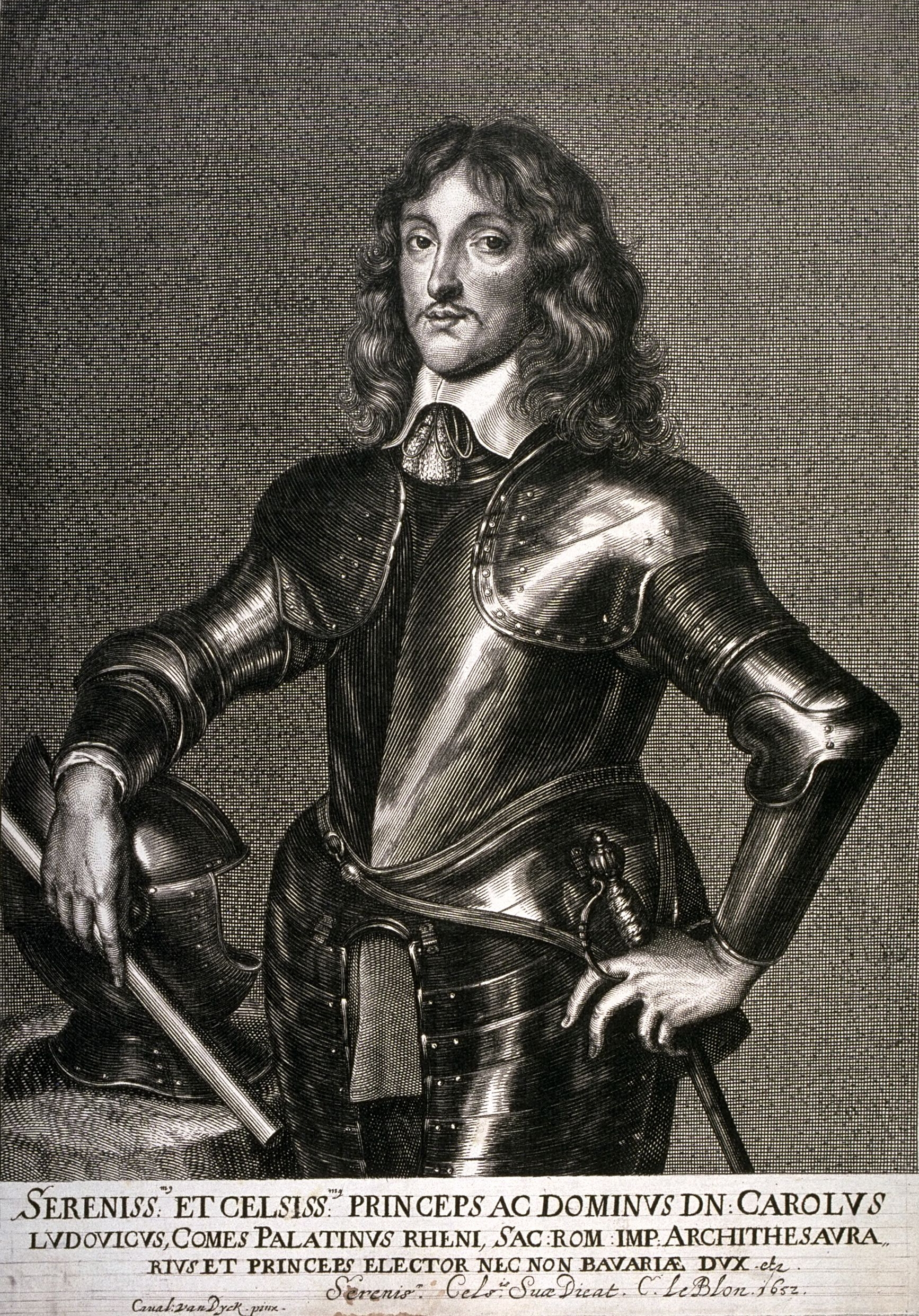
Kurfürst Carolus Ludovicus im Harnisch und mit Marschallstab, Kupferstich von Christoph Le Blon, 1652.
Karl Ludwigs Unterschrift:

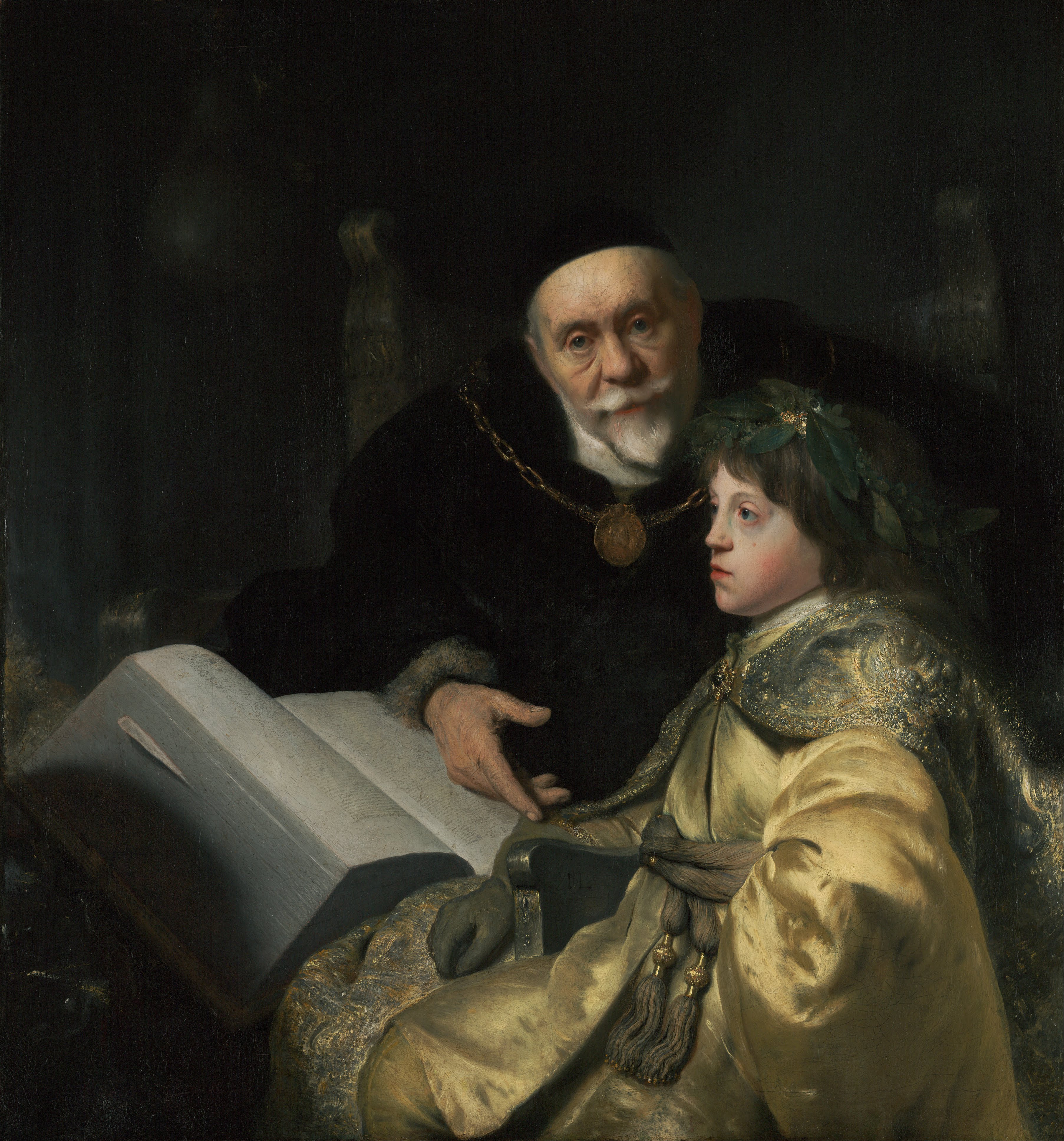
Der jugendliche Prinz mit seinem Lehrmeister Volrad von Plessen, Gemälde von Jan Lievens, 1631

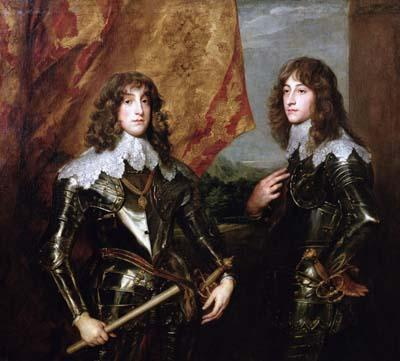
Karl I. Ludwig von der Pfalz mit seinem Bruder Prinz Ruprecht von der Pfalz im Harnisch, Gemälde von Anthonis van Dyck, 1637

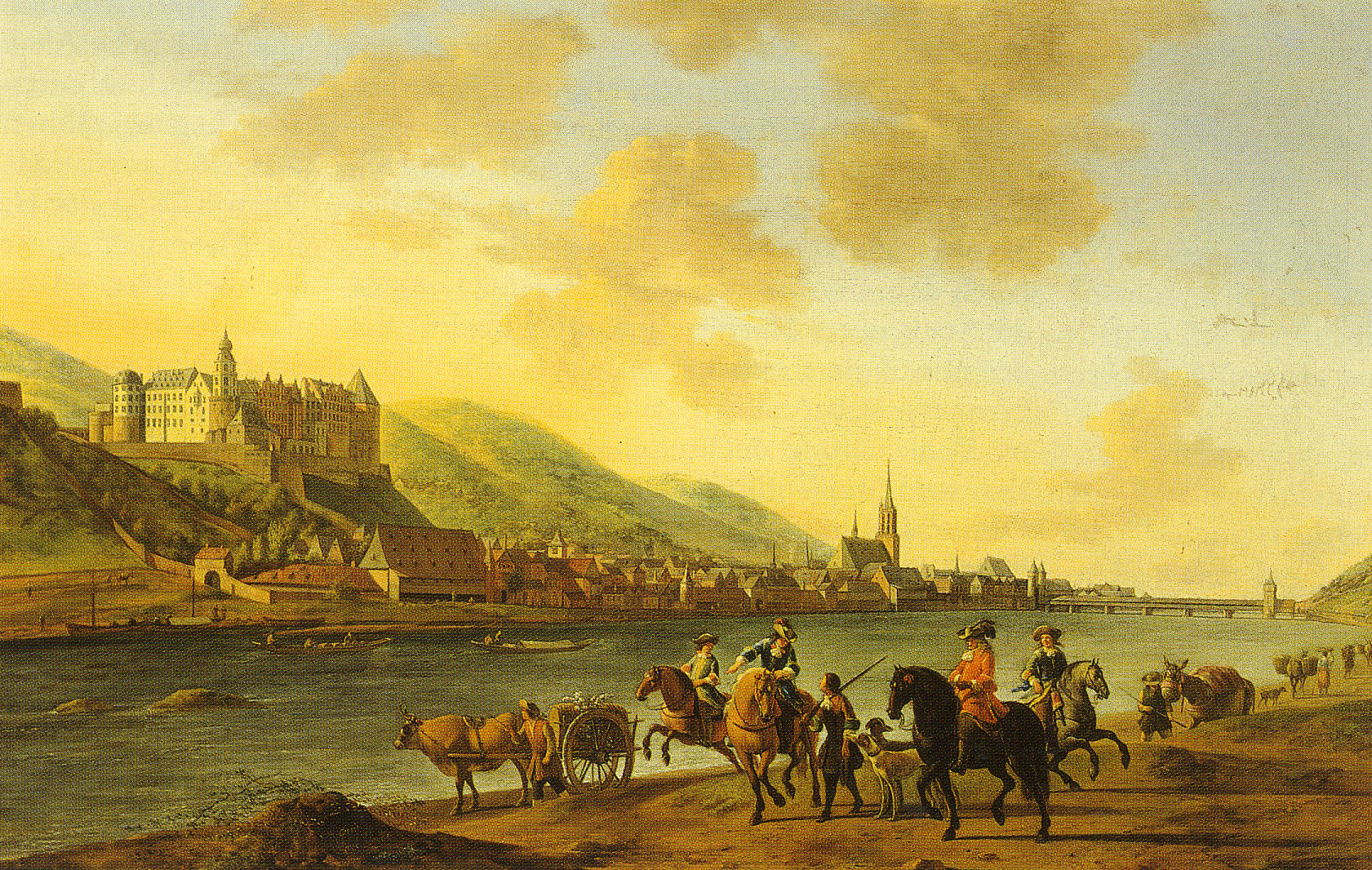
Heidelberg 1670, von Gerrit Berckheyde

## Geschwister
|     | Geschwister von Elisabeth von der Pfalz |
| --- | --- |
| 1.  | Heinrich Friedrich (* 11. Januar 1614 in Heidelberg; † 17. Januar 1629 in der Nähe von Haarlem ertrunken, Grabstätte im St. Vinzent Kloster oder in der Prinzenkirche in ’s-Gravenhage, Niederlande), Kurprinz von der Pfalz |
| 2.  | Karl Ludwig (* 22. Dezember 1617 in Heidelberg; † 28. August 1680 bei Edingen), Kurprinz und nachmaliger Kurfürst von der Pfalz |
| 3.  | Elisabeth (* 26. Dezember 1618 in Heidelberg; † 8. Februar 1680 im Stift Herford, Grabstätte im Herforder Münster, seit dem 30. April 1667 Äbtissin zu Herford (Westfalen)) |
| 4.  | Ruprecht (* 27. Dezember 1619 in Prag; † 29. November 1682 in London, Grabstätte in der Westminster-Abtei, London), seit 1643 Duke of Cumberland, britischer Admiral, Gouverneur von Windsor ⚭ morganatisch mit Lady Bellamont und später mit Margarete Hewes |
| 5.  | Moritz (* 6. Januar 1621 in Küstrin; † September 1652, verschollen, wahrscheinlich bei einem Schiffbruch auf hoher See oder als Gefangener in Algier gestorben) |
| 6.  | Louise Maria „Luise-Hollandine“ (* 18. April 1622 in Den Haag; † 11. Februar 1709 im Kloster Maubuisson, Grabstätte im Zisterzienserinnenkloster Maubuisson in Saint-Ouen-l’Aumône, Département Val-d’Oise, Frankreich), seit 1664 Äbtissin zu Maubuisson |
| 7.  | Ludwig (* 31. August 1623 in Den Haag; † 24. Dezember 1623 ebd., Grabstätte im St. Vinzent-Kloster oder in der Prinzenkirche in ’s-Gravenhage, Niederlande) |
| 8.  | Eduard (* 5. Oktober 1625 in Den Haag; † 13. März 1663 in Paris, Grabstätte in der Klosterkirche Val de Grace, Paris) ⚭ seit 1645 mit Anna Gonzaga (* 1616; † 6. Juli 1684), Prinzessin von Nevers, Mantua und Monferrat |
| 9.  | Henriette Marie (* 17. Juli 1626 in Den Haag; † 18. September 1651 in Sárospatak, Grabstätte in der St. Michaels-Kirche, Karlsburg, heute Alba Iulia, Rumänien) ⚭ seit dem 16. Mai 1651 in Patak mit Sigismund II. Rákóczi (* 14. Juli 1622; † 4. Februar 1652 in Făgăraș, Grabstätte in der St. Michaels-Kirche, Karlsburg, heute Alba Iulia, Rumänien), Graf von Mongatsch |
| 10. | Philipp (* 16. September 1627 in Den Haag; 16. Dezember 1650 in der Schlacht bei Rethel gefallen, Grabstätte in der Pfarrkirche Saint Charles, Sedan), lothringischer Reiterobers |
| 11. | Charlotte (* 19. Dezember 1628 in Den Haag; † 24. Januar 1631 in Den Haag, Grabstätte in der Hof- und Kollegiatskapelle, später französische Klosterkirche, Den Haag, Niederlande) |
| 12. | Sophie (* 14. Oktober 1630 in Den Haag; † 8. Juni 1714 in Herrenhausen, Grabstätte im Welfenmausoleum im Berggarten Herrenhausen in Hannover); ⚭ seit dem 17. Oktober 1658 in Heidelberg mit Ernst August, Kurfürst von Hannover |
| 13. | Gustav Adolf (* 14. Januar 1632 in Den Haag; † 9. Januar 1641, Grabstätte in der Hof- und Kollegiatskapelle, später französische Klosterkirche, Den Haag, Niederlande) |

## Leben

### Frühe Jahre
Karl Ludwig war der älteste überlebende Sohn des Pfälzer Kurfürsten und böhmischen „Winterkönigs“ Friedrichs V. und Elisabeth Stuarts, einer Tochter von Jakob I., König von England, Schottland und Irland, und Schwester von Karl I. Er wuchs mit zahlreichen Geschwistern im Exil seiner Eltern in Den Haag auf. Nach dem Tod seines Vaters 1632 wurde sein Onkel Ludwig Philipp sein Vormund. 1633 wurde er als Ritter in den Hosenbandorden aufgenommen.
Nachdem der Prager Frieden 1635 Karl Ludwigs Ansprüche auf Wiederherstellung der Kurpfalz nicht berücksichtigt hatte, ging dieser zusammen mit seinem Bruder Ruprecht nach England an den Hof ihres Onkels. Es gelang ihm 1638, mit englischen Geldern ein kleines Heer aufzustellen und Meppen als Stützpunkt im Nordwesten Deutschlands zu kaufen. Nach kurzer Zeit verlor er aber sowohl Meppen als auch sein Heer an die Kaiserlichen unter Melchior von Hatzfeldt. Beim Versuch Karl Ludwigs, mit seinen Truppen und schwedischer Unterstützung die Stadt Lemgo zu erobern, zog Hatzfeldt ihm entgegen und schlug das Heer in der Schlacht bei Vlotho vernichtend. Karl Ludwigs Bruder Ruprecht wurde gefangen genommen, während er selbst über Hamburg in die Niederlande fliehen konnte.
1639 versuchte Karl Ludwig nach dem Tod Bernhards von Sachsen-Weimar dessen Armee zu übernehmen, wurde aber auf der Reise durch Frankreich ins Elsass auf Befehl Richelieus so lange festgehalten, bis dieser die Weimaraner Truppen und ihre Stützpunkte für die französische Krone gesichert hatte. Karl Ludwig kehrte nach England zurück und spielte fortan eine undurchsichtige Rolle im Hintergrund während des dortigen Bürgerkriegs, in dem seine Brüder Ruprecht und Moritz an vorderster Front auf Seiten der Royalisten kämpften.

### Kurfürst
Nach dem Westfälischen Frieden erhielt Karl Ludwig 1649 die Kurpfalz in verkleinerter Form einschließlich der Kurwürde zurück. Dies war durch die Schaffung einer achten Kur des Heiligen Römischen Reiches möglich geworden. Mit ihr war das Erzschatzmeisteramt verbunden, nachdem das Erztruchsessamt 1623 an Bayern übergegangen war (siehe Erzamt). Die Oberpfalz, die seit dem Hausvertrag von Pavia zur Kurpfalz gehört hatte, blieb bei Bayern. Doch wurde festgesetzt, dass diese Länder und Würden, wenn die bayerische Linie erlöschen würde, an die Pfalz zurückfallen sollten (was 1777 mit der Entstehung von Kurpfalz-Bayern geschah).
Kurfürst Karl I. Ludwig leistete nach den Verwüstungen des Dreißigjährigen Krieges viel für den Wiederaufbau der Kurpfalz und für deren wirtschaftliche Förderung. Um den starken Rückgang der Bevölkerung auszugleichen, schickte er Werber in die benachbarten Länder Württemberg, Bayern, Tirol sowie in die Schweiz und lockte mit Grundbesitz und Steuerfreiheit in der Kurpfalz, womit er auch verhältnismäßig schnell Erfolg hatte. Darüber hinaus widmete er sich intensiv der Neuorganisation der Verwaltung sowie dem Wiederaufbau des Schul- und Finanzwesens.
Nach dem Tod Kaiser Ferdinands III. im Jahr 1657 feierte Karl Ludwig sein Amt als Reichsvikar mit Vikariatsprägungen in Gold und Silber. Es war aber noch nicht geklärt, wer zur Ausübung des Vikariats berechtigt ist. Der bayerische Kurfürst hatte den alten Platz des Kurfürsten von der Pfalz eingenommen. Der mit der achten Kur abgefundene Pfälzer konnte auf seine in der Goldenen Bulle verbrieften Rechte verweisen. Beim Tod Kaiser Ferdinands III. kam es folglich zum Streit zwischen Bayern unter Ferdinand Maria und der Pfalz um das Reichsvikariat.
Nach der Zerstörung seines Heidelberger Schlosses durch den Dreißigjährigen Krieg suchte der Kurfürst nach einem Standort für die Errichtung einer zeitgemäßen Residenz. 1659 schickte er eine freundliche Botschaft an die Wormser und bot ihnen an, „Alles zu tun, um der Stadt aufzuhelfen und ihren Handel zu heben, ja er wollte Residenz und Universität nach dem alten Nibelungensitze verlegen und eine Citadelle am Rhein, zum Schutze der Stadt, auf eigene Kosten erbauen.“ Dies lehnten die Wormser ab, sodass stattdessen in Mannheim die zweitgrößte europäische Residenz geplant wurde.
Im Jahr 1664 gab Karl I. Ludwig den Auftrag für das erste große Bauprojekt Mannheims nach dem Dreißigjährigen Krieg. Mit den Plänen zur Errichtung einer neuen repräsentativen Schlossanlage, für deren Ausarbeitung er den französischen Architekten Jean Marot beauftragte, wuchs die Bedeutung Mannheims schlagartig. Obwohl das Bauprojekt nie ausgeführt wurde, war der Entwurf des französischen Architekten richtungsweisend für den künftigen europäischen Schlossbau des späten 17. und 18. Jahrhunderts.
In den Kriegen des Kaisers und Reichs gegen Frankreich 1673 bis 1679 wollte letzteres den Kurfürsten zwingen, sich mit ihm zu verbünden. Auf seine Weigerung hin verwüstete ein französisches Heer im Juli 1674 die Kurpfalz. Nach dem Frieden von Nimwegen zwang Frankreich dem Kurfürsten eine Kriegssteuer von 150.000 Gulden ab und zog durch die Reunionskammern beträchtliche Gebiete der Pfalz ein.

## Persönlichkeit
Karl Ludwigs absolutistische Machtausübung im Staat hatte vielfach paternalistische Züge. Er kannte gleichsam jeden und kümmerte sich um alles. Er bemühte sich intensiv, den Neuaufbau der Kurpfalz nach dem Dreißigjährigen Krieg rasch voranzubringen. Der Kurfürst war ständig mit Regierungsgeschäften beschäftigt, kontrollierte, ließ sich vortragen und fuhr oft barsch dazwischen, sobald er Nachlässigkeit und Müßiggang vermutete. Kanzleibeamte, die zum Beispiel zu spät zur Audienz erschienen, tadelte er öffentlich. Dies machte ihn bei der einfachen Bevölkerung sehr beliebt.
Das Unglück in seiner Familie belastete ihn schwer. Beim Begräbnis seiner neunjährigen Tochter Friederike schrieb er erschüttert:
„Warum müssen denn meine liebsten, unschuldigen Kinder nicht nur so frühzeitig, sondern auch mit solchen Schmerzen sterben, nun zum zweitenmal? Bin ich denn nicht in so vielen andern Sachen genugsam gestraft, übernehme ich mich denn so sehr mit Lust und versäume mein Amt? Wenn ich einmal zornig bin bis zur Wut, hab ich nicht meistenteils recht dazu wegen der Bösheit, Untreue, Ungehorsam und Unerkenntlichkeit der Menschen? O Gott, halte mich ab, daß ich nicht lästere und verzweifle; O Herz, halte aus, ohne zu zerbrechen, O Verstand, verlaß mich nicht, bis ich in gutem Mut und Vertrauen zum letztenmal ausatme.“
Als überzeugter Calvinist legte Karl Ludwig täglich Rechenschaft durch Gewissenserforschung vor Gott ab. Er sah in einer religiösen Toleranzpolitik die beste Voraussetzung für ein gedeihliches Zusammenleben der Bevölkerung; so ließ er in seiner Mannheimer Zitadelle Friedrichsburg von 1677 bis 1680 als neue Hofkirche die sogenannte Konkordienkirche erbauen, die allen Gemeinden der Stadt für Gottesdienste offenstehen sollte: der französisch-reformierten, der deutsch-reformierten, der niederländisch-reformierten, der lutherischen und sogar der katholischen Gemeinde. Auch ermöglichte er es den anderenorts verfolgten radikal-reformatorischen Gemeinschaften der Hutterer und Unitarier (Polnische Brüder), in Mannheim Gemeinden zu etablieren.
1652 berief er den jüdischen Stadtphysikus von Heidelberg Jacob Israel (1621–1674) zum ordentlichen Professor der Physiologie, Anatomie und Chirurgie an der Universität Heidelberg. Baruch Spinoza allerdings nahm den Lehrstuhl für Philosophie, den ihm der Kurfürst anbot, nicht an.

## Der Karl-Ludwig-See

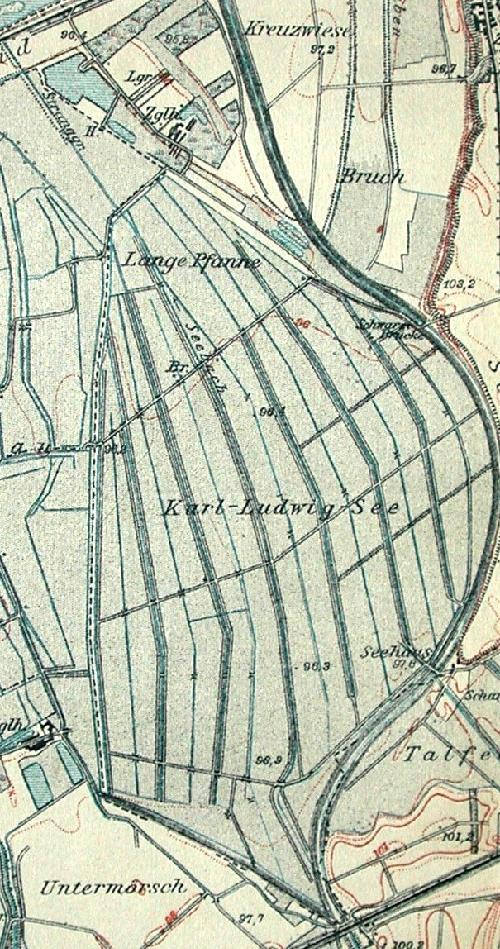
Lage des Karl-Ludwig-Sees bei Ketsch

Eingebettet im heutigen Naturschutzgebiet „Hockenheimer Rheinbogen“, südlich von Ketsch (Rhein-Neckar-Kreis), liegt eine weitläufige ehemals vermoorte Senke, deren Fläche noch heute als Karl-Ludwig-See bezeichnet wird. Im Rahmen des wirtschaftlichen Wiederaufbaus der Kurpfalz nach dem Dreißigjährigen Krieg entstand 1649 vor der Ortschaft Ketsch eine riesige Teich- und Fischzuchtanlage. Die Gesamtfläche des Sees mit 486 Morgen (= ca. 1,74 km2) war für damalige Verhältnisse beachtlich. Die Frischwasserzufuhr erfolgte über den Kraichbach. Auch die Erträge an Fischen und Krebsen (Edelkrebs Astacus astacus) florierten laut urkundlicher Einträge. Sogar Wasserschildkröten – möglicherweise die heimische Sumpfschildkröte (Emys orbicularis) – wurden dort gefangen und an den kurfürstlichen Hof nach Heidelberg verbracht. Dort waren Schildkröten als Delikatesse sehr begehrt. Liselotte von der Pfalz (Madame Palatine) erwähnt in ihren Briefen diese besondere Speise, die meist zu wichtigen Anlässen dem Kurfürsten und seinen Gästen gereicht wurde.
Anwohner aus den angrenzenden Ortschaften wie Alt-Losseheim (= damalige Schreibweise für Altlußheim), Schwetzingen, Ketsch, Hockenheim auf dem Sand, Oftersheim, St. Ilgen, Sandhausen und Walldorf waren damit beauftragt, die baulichen Anlagen des Karl-Ludwig-Sees (Dämme, Stauwehre, Brücken) zu pflegen, die Fischreusen zu entleeren und alle sechs Jahre die Ufer des zufließenden Kraichbachs von “unnützer Vegetation” zu räumen. In der Regierungszeit von Karl III. Philipp (1716–1742) begann der Niedergang des Sees. Bedingt durch mehrere Kriege und starke Rheinhochwässer setzte in der Mitte des 18. Jahrhunderts der völlige Zerfall der Anlagen ein. Die ehemalige Seefläche wurde in der Folgezeit nur noch als Grünland (Wässerwiesen) genutzt. Bis zur Gründung des Bezirksamts Schwetzingen (1803) blieb die Gemarkung Karl-Ludwig-See gemeindefreies Gebiet. Danach wurde sie zunächst der Gemeinde Oftersheim und ab 1835 der Gemeinde Ketsch zugeteilt.

## Das Schwetzinger Schloss

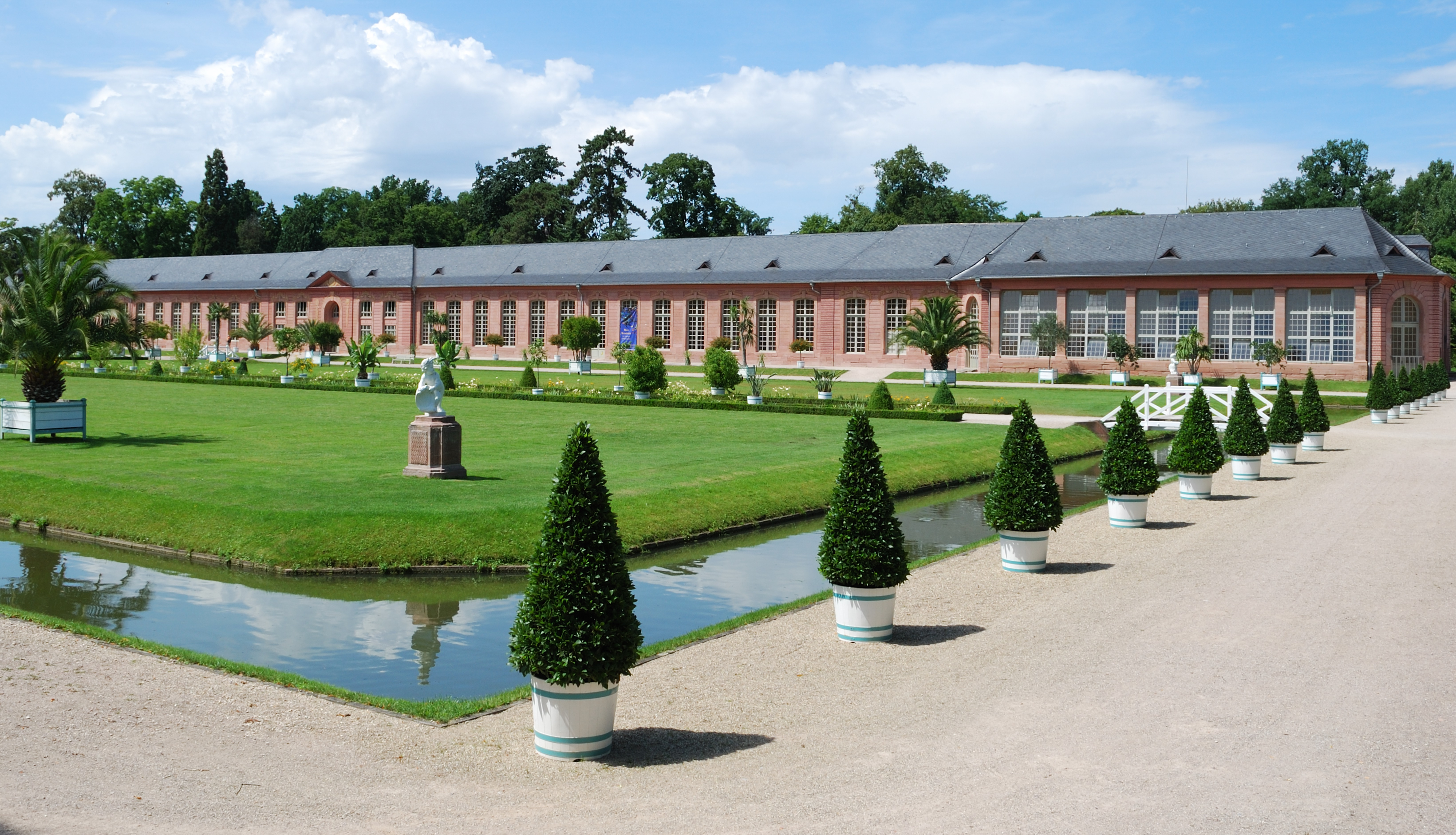
Die Schwetzinger Orangerie heute

Auch wenn das Schwetzinger Schloss und insbesondere der Schlossgarten meist in einem Atemzug mit dem späteren Kurfürsten Karl Theodor (1724–1799) genannt werden, so nahmen doch Bedeutung und Aufstieg dieser Kulturstätte unter Karl I. Ludwig ihren Anfang. Die ursprünglich nur als Jagdschloss angelegte und entsprechend genutzte Örtlichkeit wurde im Dreißigjährigen Krieg stark zerstört. So war der Brückenzugang über den Leimbach gesprengt und das Wohngebäude (das heutige zentrale Mittelgebäude) bis auf die Grundmauern niedergebrannt. Es war Karl I. Ludwig, der im August 1656 beschloss, das Schwetzinger Schloss wieder aufzubauen und die Anlage entsprechend zu erweitern. Während eines Besuchs vor Ort befahl er im August 1656 den Einwohnern von Schwetzingen, sämtlichen Schutt und Trümmer wegzuräumen, wobei die aufgelesenen Trümmerteile wie Steine, Hölzer und „altes Eisenwerk“ bei den Untertanen zur eigenen Verwendung verbleiben konnten. Auf diese Weise motiviert, hatten die Einwohner Schwetzingens sowie der angrenzenden Gemeinden bis zum nächsten Frühjahr die meisten Trümmer entfernt, sodass bereits 1657 mit dem Wiederaufbau des Ehrenhofs und des zentralen Mittel-/Hauptgebäudes des Schlosses begonnen werden konnte. Fehlende Mittel verzögerten zunächst das Vorhaben. Etwa um 1665 war das Schloss dann soweit fertiggestellt, dass man es wieder als Ausweich- und Sommerquartier nutzen konnte. Alte Quellen weisen darauf hin, dass Karl I. Ludwig schon damals über eine stattliche Sammlung an Zitronen- und Orangenbäumen verfügte. Dieser Pflanzenbestand wurde nach seinem Tod 1681 von der Friedrichsburg in Mannheim nach Schwetzingen transportiert, um hier adäquat in dem neugebauten Pommeranzenhaus – damals gebräuchlicher Begriff für Gewächshaus resp. Orangerie – untergebracht zu werden. 1689 standen Schloss und Garten infolge des Pfälzischen Erbfolgekriegs wieder in Flammen.

## Die Nachkommen

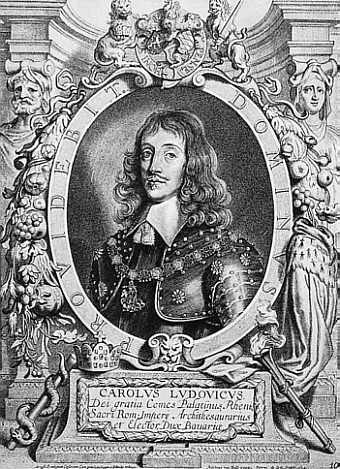
Kurfürst Carolus Ludovicus, Kupferstich 1653

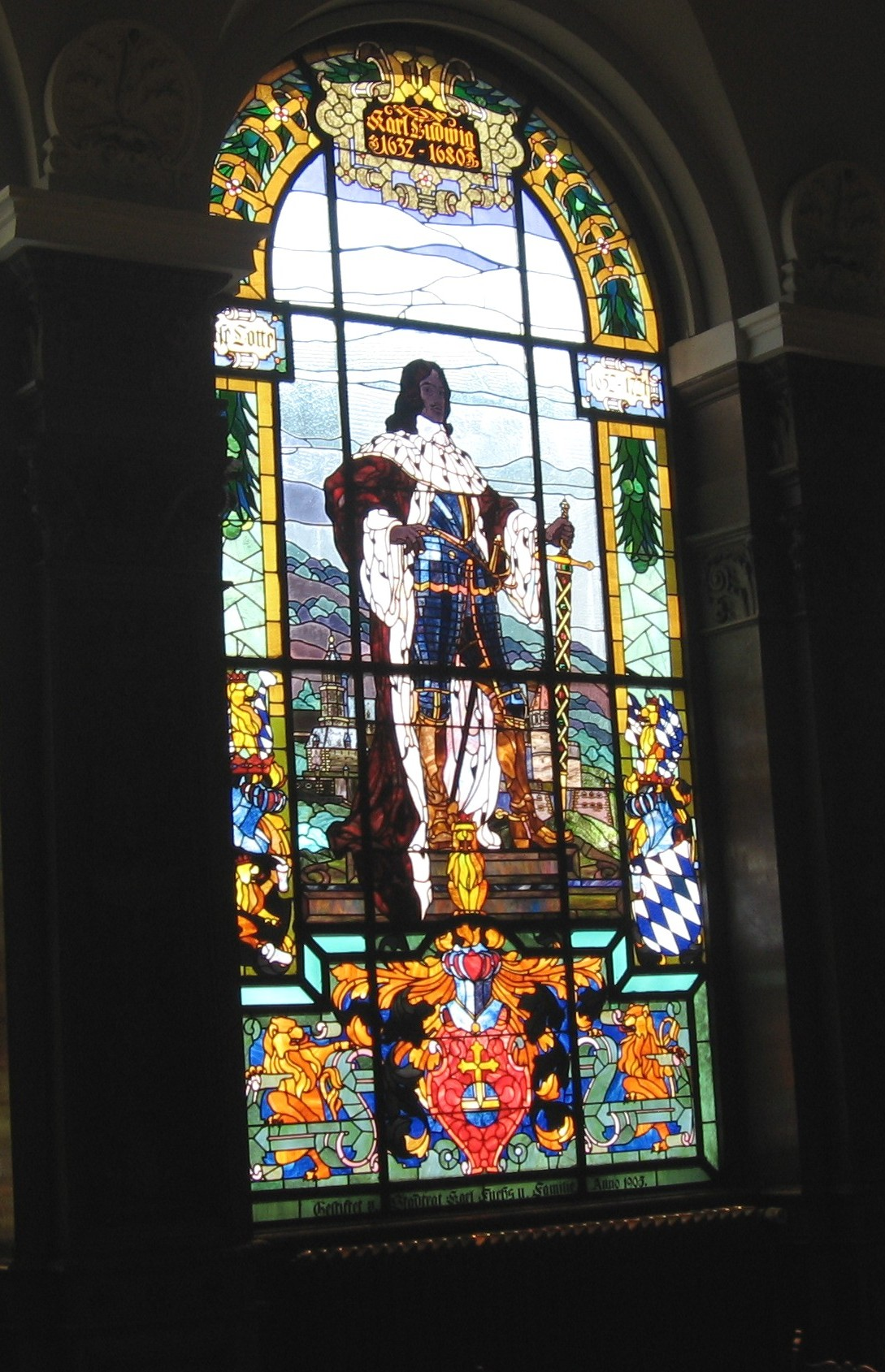
Kurfürst Karl I. Ludwig, Bleiglasfenster im historischen Sitzungssaal im Rathaus Heidelberg

Karl I. Ludwig heiratete am 22. Februar 1650 in Kassel die Prinzessin Charlotte von Hessen-Kassel (1627–1686), die Tochter des Landgrafen Wilhelm V. von Hessen-Kassel und der Amalie Elisabeth von Hanau-Münzenberg. Aus der Ehe gingen drei Kinder hervor:
- Karl II., Kurfürst von der Pfalz (1651–1685) ⚭ 1671 Prinzessin Wilhelmine Ernestine von Dänemark und Norwegen (1650–1706)
- Elisabeth Charlotte, Prinzessin von der Pfalz (Liselotte von der Pfalz) (1652–1722) ⚭ 1671 Philippe von Frankreich, Herzog von Orléans (1640–1701)
- Friedrich, Prinz von der Pfalz (1653–1654)

Bereits 1653 war die Ehe offenbar grundlegend zerrüttet. Nach der rechtlich umstrittenen Scheidung von seiner ersten Ehefrau am 14. April 1657 in Heidelberg vermählte sich Karl Ludwig am 6. Januar 1658 mit Luise von Degenfeld. Mit ihr führte er eine für die damalige Zeit übliche morganatische Ehe. Aus dieser Verbindung folgten 13 Kinder.
Bereits im Jahr 1667 hatte Luise von Degenfeld im Namen ihrer Nachkommen auf alle Erbansprüche auf die Pfalz verzichtet und Karl Ludwig ihr und ihren Kindern den Titel von Raugrafen bzw. Raugräfinnen erteilt und sie zugleich mit den Lehen der seit Jahrhunderten erloschenen, jetzt aber erneuerten Würde der Raugrafschaft ausgestattet.
- Karl Ludwig Raugraf zu Pfalz (1658–1688), gestorben bei der Belagerung von Negroponte
- Karoline Elisabeth Raugräfin zu Pfalz (1659–1696) ⚭ 1683 Meinhard von Schomberg (1641–1719), 3. Herzog von Schomberg und 1. Herzog von Leinster
- Luise Raugräfin zu Pfalz (1661–1733), Briefpartnerin ihrer Halbschwester Liselotte von der Pfalz
- Ludwig Raugraf zu Pfalz (1662–1662)
- Amalie Elisabeth Raugräfin zu Pfalz (1663–1709), ebenfalls Briefpartnerin der Liselotte von der Pfalz
- Georg Ludwig Raugraf zu Pfalz (1664–1665)
- Frederike Raugräfin zu Pfalz (1665–1674)
- Friedrich Wilhelm Raugraf zu Pfalz (1666–1667)
- Karl Eduard Raugraf zu Pfalz (1668–1690)
- Sofie Raugräfin zu Pfalz (*/† 1669)
- Karl Moritz Raugraf zu Pfalz (1670–1702)[8]
- Karl August Raugraf zu Pfalz (1672–1691)
- Karl Kasimir Raugraf zu Pfalz (1675–1691), gestorben im Duell in Wolfenbüttel „an übermäßigem Trunke“

Nachdem Luise von Degenfeld 1677 im 14. Kindbett verstorben war, bemühte sich Karl Ludwig vergeblich um die Einwilligung seiner ersten Gemahlin in eine offizielle Scheidung, damit er sich erneut ebenbürtig verheiraten und die Erbfolge sicherstellen könne, da die Ehe seines ältesten und einzigen legitimen Sohnes, des Kurprinzen Karl, bereits seit sieben Jahren kinderlos geblieben war. Als dies an Charlottes strikter Weigerung scheiterte, versuchte er 1678 seinen in England lebenden jüngeren Bruder Ruprecht zu einer ebenbürtigen Eheschließung zu überreden, um so die Erbfolge der Linie Pfalz-Simmern abzusichern, der sich aber ebenfalls weigerte. Damit stand eine Erbfolge der katholischen Jüngeren Neuburger Linie in Aussicht.
1679 heiratete Karl Ludwig dann erneut zur linken Hand, und zwar die Hofdame Elisabeth Holländer, Tochter von Tobias Holländer, mit der er einen Sohn hatte.
- Karl Ludwig Holländer (* 17. April 1681 in Schaffhausen), späterer Schwiegervater von Heinrich-Damian Zurlauben (* 1690 in Zug; † 1734 in Reiden)

## Rezeption
In Anerkennung seiner Bemühungen um die Kurpfalz und die Stadt Mannheim errichtete man im Schlosshof des Mannheimer Schlosses für Karl I. Ludwig ein Standbild.
Karl Ludwig war ein äußerst sparsamer Familienvater, was sich aus seiner Biographie erklärt: Aufgewachsen in schwierigen Verhältnissen im holländischen Exil, kehrte er in eine Kurpfalz zurück, die vom Krieg verheert war. Dennoch gelang es ihm, nicht nur das Land mit vielen Anstrengungen wieder hochzubringen, sondern auch ein erhebliches Vermögen zusammenzusparen. Das Geld verprasste sein Sohn dann in wenigen Jahren, das Land wurde aufgrund angeblicher Erbansprüche der Tochter von den Franzosen verwüstet: Karl Ludwig hatte mit all seinen Bemühungen nur „das Meer gepflügt“.
Denn als sein Sohn und Nachfolger Karl II. am 16. Mai 1685 in Heidelberg ohne erbberechtigte Nachkommen starb, erhob der französische König Ludwig XIV. für seinen Bruder, den Herzog von Orléans, der mit Liselotte, der Schwester Karls II., vermählt war, Erbansprüche sowohl auf das gesamte Privatvermögen Karls II. als auch auf Teile der Kurpfalz. Kaiser Leopold I. sowie der Reichstag lehnten die Forderungen des französischen Königs aber kategorisch ab. Die Folge war, dass Ludwig XIV. versuchte, seine Ansprüche mit Waffengewalt im Pfälzischen Erbfolgekrieg (1688–1697) durchzusetzen. Die Gegenwehr vonseiten der Reichsmächte blieb zögerlich. Im Jahr 1689 und ein zweites Mal 1693 ließ Ludwig XIV. Heidelberg und angrenzende Gebiete der Kurpfalz durch seine Armee niederbrennen; dabei ließ der französische General Ezéchiel de Mélac auch das Heidelberger Schloss in Flammen setzen; es blieb Ruine bis heute.

## Vorfahren
|  |                                                                |  |  |  |  |  |  |  |  |  |  |  |  |
|  | Ludwig VI. Kurfürst von der Pfalz (1539–1583)                  |  |  |  |  |  |  |  |  |  |  |  |  |
|  |                                                                |  |  |  |  |  |  |  |  |  |  |  |  |
|  |                                                                |  |  |  |  |  |  |  |  |  |  |  |  |
|  | Friedrich IV. Kurfürst von der Pfalz (1574–1610)               |  |  |  |  |  |  |  |  |  |  |  |  |
|  |                                                                |  |  |  |  |  |  |  |  |  |  |  |  |
|  |                                                                |  |  |  |  |  |  |  |  |  |  |  |  |
|  | Elisabeth von Hessen (1539–1582)                               |  |  |  |  |  |  |  |  |  |  |  |  |
|  |                                                                |  |  |  |  |  |  |  |  |  |  |  |  |
|  |                                                                |  |  |  |  |  |  |  |  |  |  |  |  |
|  | Friedrich V. Kurfürst von der Pfalz (1596–1632)                |  |  |  |  |  |  |  |  |  |  |  |  |
|  |                                                                |  |  |  |  |  |  |  |  |  |  |  |  |
|  |                                                                |  |  |  |  |  |  |  |  |  |  |  |  |
|  | Wilhelm I. von Oranien (1533–1584)                             |  |  |  |  |  |  |  |  |  |  |  |  |
|  |                                                                |  |  |  |  |  |  |  |  |  |  |  |  |
|  |                                                                |  |  |  |  |  |  |  |  |  |  |  |  |
|  | Luise Juliana von Oranien-Nassau (1576–1644)                   |  |  |  |  |  |  |  |  |  |  |  |  |
|  |                                                                |  |  |  |  |  |  |  |  |  |  |  |  |
|  |                                                                |  |  |  |  |  |  |  |  |  |  |  |  |
|  | Charlotte de Bourbon-Montpensier (1547–1582)                   |  |  |  |  |  |  |  |  |  |  |  |  |
|  |                                                                |  |  |  |  |  |  |  |  |  |  |  |  |
|  |                                                                |  |  |  |  |  |  |  |  |  |  |  |  |
|  | Karl I. Ludwig Kurfürst von der Pfalz                          |  |  |  |  |  |  |  |  |  |  |  |  |
|  |                                                                |  |  |  |  |  |  |  |  |  |  |  |  |
|  |                                                                |  |  |  |  |  |  |  |  |  |  |  |  |
|  | Maria Stuart Königin von Frankreich und Schottland (1542–1587) |  |  |  |  |  |  |  |  |  |  |  |  |
|  |                                                                |  |  |  |  |  |  |  |  |  |  |  |  |
|  |                                                                |  |  |  |  |  |  |  |  |  |  |  |  |
|  | Jakob I. (VI.) König von England und Schottland (1566–1625)    |  |  |  |  |  |  |  |  |  |  |  |  |
|  |                                                                |  |  |  |  |  |  |  |  |  |  |  |  |
|  |                                                                |  |  |  |  |  |  |  |  |  |  |  |  |
|  | Henry Stuart, Lord Darnley (1545–1567)                         |  |  |  |  |  |  |  |  |  |  |  |  |
|  |                                                                |  |  |  |  |  |  |  |  |  |  |  |  |
|  |                                                                |  |  |  |  |  |  |  |  |  |  |  |  |
|  | Elisabeth Stuart (1596–1662)                                   |  |  |  |  |  |  |  |  |  |  |  |  |
|  |                                                                |  |  |  |  |  |  |  |  |  |  |  |  |
|  |                                                                |  |  |  |  |  |  |  |  |  |  |  |  |
|  | Friedrich II. König von Dänemark und Norwegen (1534–1588)      |  |  |  |  |  |  |  |  |  |  |  |  |
|  |                                                                |  |  |  |  |  |  |  |  |  |  |  |  |
|  |                                                                |  |  |  |  |  |  |  |  |  |  |  |  |
|  | Anna von Dänemark (1574–1619)                                  |  |  |  |  |  |  |  |  |  |  |  |  |
|  |                                                                |  |  |  |  |  |  |  |  |  |  |  |  |
|  |                                                                |  |  |  |  |  |  |  |  |  |  |  |  |
|  | Sophie von Mecklenburg (1557–1631)                             |  |  |  |  |  |  |  |  |  |  |  |  |
|  |                                                                |  |  |  |  |  |  |  |  |  |  |  |  |
|  |                                                                |  |  |  |  |  |  |  |  |  |  |  |  |